# 井村勝
井村 勝（いむら まさる、1980年2月11日 - ）は吉本興業所属のお笑い芸人、俳優。大阪府大阪市出身、吉本新喜劇に所属していた。大阪府立住吉高等学校卒業。

## 芸歴
2004年新喜劇入団。NGKには滅多に出ていなかった。また一時はうめだ花月の「芝居もん」にも出ていたが、2005年から2006年にかけては出演が全くといって良いほど無かった。なお、新喜劇入団前は「過激X」という劇団を主宰していた。
現在は吉本新喜劇の公式サイトから写真が消えていることから退団になった模様。ギガスラッシュ‼︎というコンビで東京で活動。